# Brummare (ko)
Brummare är en äldre benämning på en ko med äggstockscysta och mer eller mindre konstant brunst.